# Högsby
Högsby er et byområde på 266 hektar med 1.965 indbyggere i Småland og hovedby i Högsby kommune i Kalmar län i Sverige.
Högsby menes at have haft bebyggelse siden den tidlige jernalder og var tidligere hovedby i Handbörds härad. En kirke opførtes i 1200-tallet. Under Dackefejden lod Gustav Vasas tropper byen brænde ned og ødelagde omgivelserne som straf for at bønderne havde støttet Nils Dacke. Et af oprørets ledere, Jöns Verkemästare, var fra Högsby.
Högsby er centrum for landbruget omkring Emån og dens dal. Jernbanen kom til egnen i slutningen af 1800-tallet da Kalmar-Berga järnväg indviedes, og i dag forbinder Kustpilen Högsby med Kalmar i syd og Linköping i nord. gennem de senere år har Högsby forsøgt at lancere sig som et trafikalt knudepunkt, da Riksväg 34 og Riksväg 37 går lige gennem byen.
I Högsby findes et museum for Greta Garbo, hvilket skyldes, at hendes mor var fra Högsby. Museet indviedes i 1988 og er en af de større turistattraktioner i byen. Der findes også et domshus fra 1913, som i dag fungerer som rådhus, opført i nationalromantisk stil på venstre side af floden. På grund af sin placering ved Emån rammes byen regelmæssigt af oversvømmelser, selvom hele byen er omkranset af mure.